# Gobekko
Gobekko is een geslacht van uitgestorven gekko-achtige hagedissen uit de Djadokhtaformatie uit het Laat-Krijt van de Gobi-woestijn in Mongolië.
De typesoort Gobekko cretacicus werd in 1990 benoemd door Maria Magdalena Borsuk-Białynicka. De geslachtsnaam is een combinatie van Gobi en gekko. De soortaanduiding verwijst naar het Krijt.
Het holotype ZPAL MgR-II/4 is bij Bajan Dzak gevonden in een laag van de Djadochtaformatie. Het bestaat uit een schedel met onderkaken.
Gobekko is ofwel een basaal lid van Gekkota, de groep die gekko's en de pootloze dwerghagedissen omvat, of een stam-gekkoot buiten Gekkota maar binnen de grotere groep Gekkonomorpha. Het is het vierde oudste bekende lid van Gekkonomorpha na Hoburogekko, een gekko uit het Vroeg-Krijt van Mongolië; AMNH FR21444, een niet benoemd exemplaar ook uit het Vroeg-Krijt van Mongolië; en Cretaceogekko, een gekko bewaard in barnsteen uit het Vroeg-Krijt van Birma.